# Medier i Schweiz
Medier i Schweiz består av en stor mängd tryckta lokala medier. Detta på grund av att landet består av fyra olika nationalspråk; tyska, franska, italienska och rätoromanska. Men i slutet av 1990-talet gjordes en del försök med dagstidningar över de olika regionerna. Sedan 1874 är pressfrihet infört vilket har gett en större utbredning av medier i landet.  I Schweiz består deras radio till störst del av en statligt ägd stiftelse, SRG SSR. De har även sändningstillstånd på TV, där de står för ca 35-45 procent av marknaden. Schweiziska invånarna har även tillgång till grannländernas TV-program som ligger till grund av kabel-TV.

## Dagspress
Trots de stora mängderna lokaltidningar hittar vi även internationella tidningar som bland annat Neue Zürcher Zeitung. Tidningen grundades 1780 av schweizaren Salomon Gessner och bar namnet Zürcher Zeitung. Innan den 1821 fick det nuvarande namnet och 1868 börsnoterades och blev ett aktiebolag. Tidningen ägs idag av NZZ-gruppe och är en liberal skrift utan statlig påverkan. Dagstidningen ges ut på tyska och har en ungefärlig upplaga på 160 000 ex.
Schweiz största dagstidning är tidningen Blick. Tidningen skapades 1959 och ägs av Ringier, vilket är Schweiz största förlag. Deras huvudkontoret ligger i Zürich. Tidningens politiska beteckning kan ses som något mer vänster men är privat utan statlig påverkan.
Den schweiziska nyhetsbyrån Schweizerische Depeschenagentur, är den största privat nationella nyhetsbyrå i landet. De ger rapporter om sport, kultur, näringsliv och politik på tre olika språk, franska, tyska och italienska. Nästan alla schweiziska tidningsbolag får sin information därifrån, även ett antal utländska.
I Schweiz har under de senaste åren gratistidningar ökat i antal. Detta har lett till en hårdnande konkurrens, vilket i sin tur lett till att en rad tidningsbolag gått ihop.

## Radio och television
Radio i Schweiz tillkom år 1921 och dåvarande privat. Det dröjde till 1931 då radio blev statligt ägd av nuvarande public service-bolaget SRG SSR. Bolaget står för nästan 60 procent av landets radiomarknad och finansieras för det mesta genom olika licenser men även en del reklam och sponsring. SSR införde TV med reklam 1958. De sänder både radioprogram och tv-program på alla olika nationalspråk och utgör stora delar av marknaden. 1982 tilläts en ny marknad, reklamfinansierad radio, vilket gjorde att antalet lokala radiosändningar ökade. SGR SSR har mer kontroll på sändningar, radio och tv, än tryckta skrifter. Vilket till största del handlar om finansiering och licensiering.
Utöver public service-bolaget finns ett antal mindre radio och tv stationer som producerar olika sändningar.

## Regler och lagstiftning
I Schweiz författning ingår en rad lagar och regler som gynnar yttrandefrihet och pressfrihet.
Till att börja med finns pressfrihet som en lag i den schweiziska författningen sedan 1874. Denna författning gäller även åsikts- och informationsfrihet. Censur är ej tillåtet. Regeringen har ingen tillåtelse att ta bort eller censurera olika bilder, filmer eller information. Under 1979 skapades en del riktlinjer för journalister. Men utöver detta finns det inga specifika lagar eller licensieringar som gäller för journalister och dagstidningar. Riktlinjer, ej lagar, fastställs av de stora organisationerna inom branschen vilket majoriteten av journalisterna och dagstidningarna i landet efterföljer.
När det kommer till klagomål, både privata och professionella, gällande journalistisk etik finns den schweiziska organisationen Schweizer Presserat. Dit vänder man sig om ett sådant fall skulle förekomma. I alla fall som rör en juridisk dom är den schweiziska domstolen oberoende.

## Yttrandefrihet
Pressfrihet och yttrandefrihet, i Schweiz, ses från olika organisationer som stabil. På Reportrar utan gränsers hemsida där de mäter pressfrihetsindex, rankas dem 7:a i världen. Dessutom finns det inga rapporteringar taggade med landet Schweiz.
Enligt Freedom House får Schweiz 13, på en skala från 1-100 där 1 är bäst, när det kommer till pressfrihet. Även där syns inga rapporteringar om problem och nyheter.